# Paprika Korps

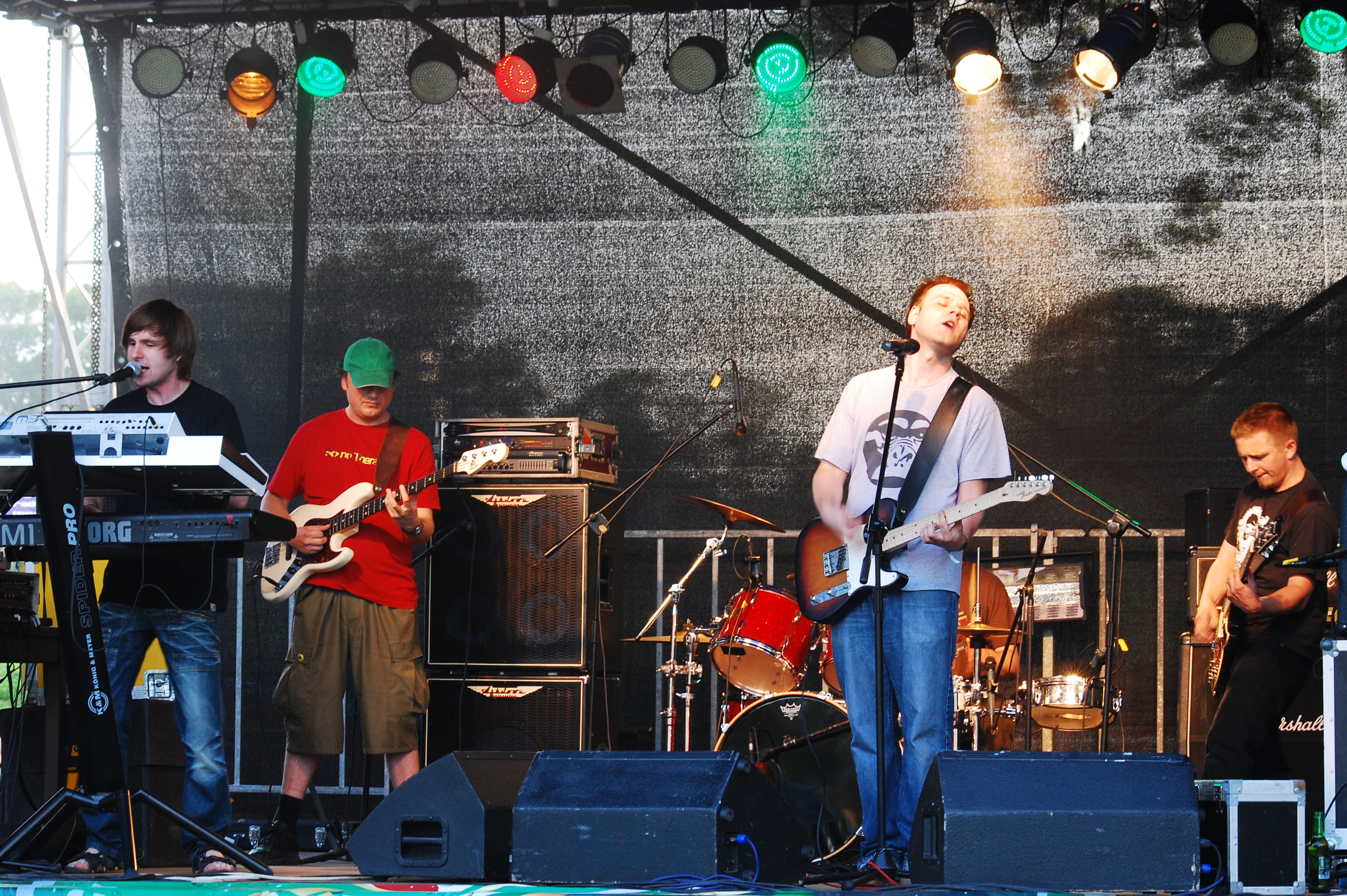

Paprika Korps — музичний гурт з Сілезії‚ що грає в музичному стилі реґі чи геві-реґі‚ з'явився 1995 року в Ополі. Це — найуспішніший реґі-гурт Польщі за кордоном.
Крім Польщі‚ група не раз грала з регулярними концертами у Бельгії‚ Боснії та Герцеґовині‚ Хорватії‚ Чехії‚ Фінляндії‚ Франції‚ Голландії‚ Литві‚ Латвії‚ Німеччині‚ Норвегії‚ Росії‚ Словенії і т. д.

## Музиканти
1. Пйотр Маслянка (пол. Piotr Maślanka) (клавішні, вокал, мелодика та ін.)
2. Марцін Матляк (пол. Marcin Matlak) (реґі-гітара, вокал)
3. Лукаш Русінек (пол. Łukasz Rusinek) (соло-гітара)
4. Томаш Кравчик (пол. Tomasz Krawczyk) (реґі-гітара)
5. Алєксандер Желізьняк (пол. Aleksander Żeliźniak) (барабани)
6. Якуб Лукашевський (пол. Jakub Łukaszewski) (ефекти)

## Дискографія
- 1997 — досі не видане демо
- 1999 — Kolejny Krok (укр. Черговий крок) (перевидана версія на компакт-диску в березні 2005)
- 2001 — Przede Wszystkim Muzyki (укр. Передусім музики)
- 2004 — Telewizor (укр. Телевізор)
- 2006 — Koncert w Tampere (live) (укр. Концерт у Тампере (наживо))
- 2007 — Magnetofon (укр. Магнітофон)